# Lupus-TR-3
Lupus-TR-3 (HD 142560) är en ensam stjärna belägen i den mellersta delen av stjärnbilden Vargen. Den har en  skenbar magnitud av ca 17,4 och kräver ett kraftfullt teleskop med kamera för att kunna observeras. Stjärnan uppskattas befinna sig på ett avstånd av ca 2 000 parsec) från solen.

## Egenskaper
Lupus-TR-3 är en orange till gul stjärna i huvudserien av spektralklass K1 V. där "k" anger interstellära absorptionsegenskaper i spektrumet. Den har en massa av ca 0,87 solmassor, en radie av ca 0,82 solradier och utsänder energi från dess fotosfär motsvarande ca  0,089 gånger solen vid en effektiv temperatur av ca 5&nbs;000 K. 

## Planetsystem
Lupus-TR-3 b är en exoplanet som upptäcktes 2007 genom användning av transitmetoden vid Center for Astrophysics | Harvard & Smithsonia. Den har en massa av ca 80 procent av en jupitermassa, en radie av ca 90 procent av en jupiterradie och densiteten 1,4 g/cm3. Planeten är en typisk "het Jupiter" och kretsar på 0,0464 AE avstånd från stjärnan med en omloppsperiod av 3,9 dygn. Det är för närvarande (2008) den svagaste markbaserade upptäckten av en transiterande planet.
| Planet | Massa          | Halv storaxel (AE) | Siderisk omloppstid (d) | Excentricitet | Inklination   | Radie          |
| ------ | -------------- | ------------------ | ----------------------- | ------------- | ------------- | -------------- |
| b      | 0,81 ± 0,18 MJ | 0,0464 ± 0,0007    | 3,91405 ± 0,00004       | 0,00          | 88,3+1,3−0,8° | 0,89 ± 0,07 RJ |